# Ёмнинское
Ёмнинск(ое) — исчезнувшая деревня в Таборинском районе Свердловской области России.

## Географическое положение
Располагалась на левом берегу реки Емная в 22 км от деревни Носово и в 390 км к северо-востоку от Екатеринбурга.

## История
С 1927 по 1954 год была центром Ёмнинского сельсовета, в состав которого, кроме Ёмнинского, входили населённые пункты Усть-Ёмнинск, Средний Ёмнинск, Корниловск и Черничный. 18 июня 1954 года указом Президиума Верховного совета РСФСР Ёмнинский и Переходный сельсоветы вошли в состав Носовского сельсовета.